# ブルーストッキングス (書店)
ブルーストッキングス (Bluestockings) は、ニューヨーク市マンハッタン区のロウアー・イースト・サイドに位置する、ラディカルな書店、カフェで、活動家たちの拠点となっている。当初は、ボランティアたちによって支えられた、共同所有の書店であったが、現在では、従業員たちが事業を所有する形を取る、相互扶助的で自由な運営をおこなっている。1999年の開業時には、フェミニスト書店であり、店名はかつての啓蒙的知識人女性たちのグループであったブルーストッキングスに因んで名付けられた。開業時の所在地は、アレン・ストリート172番地 (172 Allen Street) だったが、現在は数ブロック東に移動したサフォーク・ストリート116番地 (116 Suffolk Street) に位置している。

## 影響
ブルーストッキングスは、「階層構造やあらゆる抑圧の仕組みに挑戦する運動 (movements that challenge hierarchy and all systems of oppression)」を活発に支援しており、アメリカ合衆国とカナダで確認されている13店のフェミニスト書店のひとつである。ブルーストッキングは、イデオロギーにおいて、インターセクショナル・フェミニズム、反資本主義や、2000年代初頭の反グローバリゼーション運動から、コンセプトにおいては、コレクティブ的に運営されている、Time's Up! など他の様々な空間やインフォショップから、影響を受けている。協同運営に参加しているメンバーたちは、ブルーストッキングスを、ニューヨークの新自由主義的経済組織に挑戦する自主管理的自治空間 における実験であり、クィアやフェムの活動家たちのコミュニティを生み出したものと考えている。フェミニストたちのコンシャスネス・レイジング読書グループに示唆を得て、ブルーストッキングスは書籍やZINE、イベントなどを通して、社会的抑圧に関する情報を提供している。

## 構造
ブルーストッキングスは、集団的に所有された独立系書店であり、その中に小さなフェアトレード・カフェがあって、サパティスタ・コーヒー協同組合から供給されるコーヒーを提供している。ブルーストッキングスの協同事業は、従業員かつ所有者である人々の小さなグループである。彼らは、ボランティアやコミュニティ構成員たちからの助言や支援も受けながら、合意形成に基づいて意思決定をする。2017年の時点で、この書店はS法人として登録されており、誰か1人が株式の過半を所有することはできないようになっている。ボランティアたちは、自ら運営するプロジェクトやワーキング・グループを通して関わりをもっている。最盛期には、70人以上の活発なボランティアたちが、ブルーストッキングスに関わっていた。
ブルーストッキングスは、文学、社会活動、フェミニズム、知的活動など様々なコミュニティの会合の場所となっている。このパブリックスペースでは、来客たちは、何も購入しなくても、リラックスし、好きなだけ長居をして社交することができる。ほぼ毎晩、ブルーストッキングスでは、作家によるリーディングや、討論会、上映会、ワークショップ、オープンマイク、パネルなどが開催されており、いずれも無料で参加できる。ここに登場した、著名人たちの中には、バンドであるプッシー・ライオットのメンバー、詩人アイリーン・マイルズ、Transgender Vanguard、Icarus Projectなどがいる。

## 沿革
ブルーストッキングスは、1999年にフェミニスト書店として開店した。創設者のキャスリン・ウェルシュ (Kathryn Welsh) は、ニューヨークに女性向けの書店がなかったことを創業の理由の一つに挙げていた。彼女は、匿名の投資家からの5万ドルの資金援助を受け、この店を創業し、創業時点では協同経営に参加できるのは女性に限定されていた。2002年末、ブルーストッキングスの売り上げは、アメリカ同時多発テロ事件後のニューヨーク市中心市街地の荒廃の悪影響を受けた。このため、店は負債を負ってしまい、非公式な協同経営の体制は崩れてしまった。
ウェルシュは、2003年2月に、書店を売りに出したが、これは彼女によれば、事業経営上の判断からではなく、個人的な事情からであったという。直接行動ネットワークの元メンバーであったブルック・レーマン (Brooke Lehman) と、アーティストのヒトミ・マタレゼ (Hitomi Matarese) が、ウェルシュから店を買取り、新たな協同経営体を組織した。2003年5月に、ブルーストッキングスは再開店し、従業員が所有する書店、活動家たちの拠点として、新たなモデルを示した。この店のインターセクショナルで、左翼的なミッションは、男性やトランスジェンダーのメンバーたちもコレクティブに取り込んだ。協同経営の設立メンバーたちは、ブルーストッキングスが扱う本の種類を拡大し、イベントのプログラムにもより多くの社会正義に関するトピックスを盛り込み、従来からのフィクションや詩に加え、人種、階級、クィア政治、環境などに関する書籍を増やした。ブルーストッキングスは、2005年に隣の店舗まで拡張し、より社会的なプログラムである地域支援型農業の取り組み「フードストッキングス (Foodstockings)」などを手がけるようになった。
この書店は、ジェントリフィケーションが進行する店舗の近隣における家賃高騰のために遅れていた、店舗前の日除けの修理や交換の費用を捻出するため、2015年にインディーゴーゴーのクラウドファンディング・キャンペーンに取り組み、以降、経営的に特段の成功を収めるようになった。また、2016年アメリカ合衆国大統領選挙以降は、以前より大きな支持を集めるようになった。
協同経営体としては、ジェントリフィケーションの影響に抗い、ロウアー・イースト・サイドに留まって、店をクィアにとっての安全空間として開き続けたいと考えている。2020年には、コロナ禍の影響のため、ブルーストッキングスは、創業の地であるアレン・ストリート172番地を離れざるを得なくなった。広範囲からの資金集めがおこなわれ、書店はロウアー・イースト・サイドに残り、サフォーク・ストリート116番地へ移転することとなった。2021年4月1日から、この書店は労働者協同組合として運営されることとなった。
2023年10月、書店は家主から立ち退きを迫られるようになった。ブルーストッキングスは、ナロキソンのキットを無料で提供し、その使用法を教えていたが、家主はこれが「承認を得ずに不動産を医療施設として使用する行為 (unauthorized use of the premises as a medical facility)」にあたるとしている。

## 関連文献
- “Bluestocking gets reprieve”. New York Blade 5 (5):  6. (2003-03-07). Template:EBSCOhost.
- Curkin, Charles (2015年11月25日). “At Bluestockings, a Manhattan Activist Center, Radical Is Sensible” (英語). The New York Times. ISSN 0362-4331.  オリジナルの2020年7月7日時点におけるアーカイブ。 2020年9月12日閲覧。
- McGrath, Kathry (2004). “Pushed to the Margins: The Slow Death and Possible Rebirth of the Feminist Bookstore” (English). Feminist Collections: A Quarterly of Women's Studies Resources 25 (3):  4–9. ISSN 0742-7441. Gale A124644046.
- Sarrazin, Chloe (2020年7月8日). “Bookspot of the Week: Bluestockings Bookstore”. bookstr.com 2021年4月22日閲覧。
- Shannon, Deric (2013). “What Does It Mean to Fight and to Win?” (English). Anarchist Studies 21 (1):  92. ISSN 0967-3393. Gale A342773667.
- Tudor, Silke (2006-10-18). “Best jumping-off point for the burgeoning activist”. Village Voice 51 (42):  24. ISSN 0042-6180. Template:EBSCOhost.